# Billings RimRockers
I Billings RimRockers sono stati una franchigia di pallacanestro della IBA, con sede a Billings, nel Montana, attivi tra il 1998 e il 2001.
Scomparvero alla fine della stagione 2000-01.

## Stagioni
| Stagione | Lega | Denominazione       | V  | P  | %    | Piazzamento | Play-off               |
| -------- | ---- | ------------------- | -- | -- | ---- | ----------- | ---------------------- |
| 1998-99  | IBA  | Billings RimRockers | 14 | 20 | 41,2 | 4º          | Semifinale di division |
| 1999-00  | IBA  | Billings RimRockers | 13 | 23 | 36,1 | 5º          | Semifinale di division |
| 2000-01  | IBA  | Billings RimRockers | 26 | 14 | 65,0 | 2º          | Semifinale di division |